# Chatsworth (Georgia)
Chatsworth – miasto w Stanach Zjednoczonych, w stanie Georgia, siedziba administracyjna hrabstwa Murray.